# Tmesibasis andruzzii
Tmesibasis andruzzii är en insektsart som beskrevs av Navás 1929. Tmesibasis andruzzii ingår i släktet Tmesibasis och familjen fjärilsländor. Inga underarter finns listade i Catalogue of Life.